# Witte Weekblad
Het Witte Weekblad was een huis-aan-huisblad dat met verschillende edities verscheen in Aalsmeer, Nieuwkoop, Nieuw-Vennep, Voorschoten en de regio's Alphen aan den Rijn en Amstelland.
Het Witte Weekblad was voortgekomen uit een middenstandsblaadje dat in het midden van de jaren ’60 huis aan huis werd bezorgd in Nieuw-Vennep. Naast winkeliersaanbiedingen werden ook kerkdiensten en de openingstijden van het zwembad geplaatst. Doordat het gedrukt was op helderwit papier kreeg het al spoedig de geuzennaam ‘het witte blaadje’. 
In 1969 maakte Ton van Groenigen het blaadje tot het Witte Weekblad.
In 1980 volgde de editie Witte Weekblad Hoofddorp, in 1983 werden Witte Weekbladen bezorgd in Badhoevedorp, Zwanenburg en omliggende kernen. Het plaatselijke nieuws werd daarbij aangevuld met gemeentelijke informatie. De krant heeft een eigen lokale site onder de naam dichtbij.nl.
In 2017 verkocht de Telegraaf Media Groep (TMG) de titels aan de uitgeverijen Verhagen en BDU.Beide uitgeverijen sloten daarbij een samenwerkingsovereenkomst.
De edities in Leiderdorp, Oegstgeest, Zoeterwoude, Voorschoten en de hele Bollenstreek verdwenen. De uitgave Witte Weekblad Leiden verscheen vanaf 14 juni 2017 onder de nieuwe naam De Leydenaer.
De edities Aalsmeer, Uithoorn, Alphen aan den Rijn, Kaag en Braassem, Nieuwkoop en Ronde Venen zijn in de periode 2018-2020 verdwenen.
Per 1 januari 2024 is het Witte Weekblad Nieuw-Vennep onderdeel geworden van HCnieuws, dat dient als een krant voor de gehele gemeente Haarlemmermeer.  Daarmee is de titel Witte Weekblad opgehouden te bestaan.

## Edities
- Witte Weekblad Aalsmeer en Uithoorn - Aalsmeer
- Witte Weekblad Alphen aan den Rijn - Alphen aan den Rijn
- Witte Weekblad Kaag en Braassem - regio Alphen aan den Rijn
- Witte Weekblad Nieuwkoop - Nieuwkoop
- Witte Weekblad Nieuw-Vennep - Nieuw-Vennep
- Witte Weekblad Ronde Venen - regio Amstelland
- Witte Weekblad Voorschoten - Voorschoten